# Historieta del Oeste
Las historietas del Oeste o historietas wéstern son un género del cómic que suele representar la frontera del Viejo Oeste estadounidense o (normalmente cualquier lugar al oeste del río Misisipi) y que suele estar ambientado a finales del siglo XIX. El término se asocia generalmente a un género de cómic estadounidense publicado desde finales de la década de 1940 hasta la década de 1950 (si bien el género siguió siendo popular en Europa y persiste de forma limitada en los cómics estadounidenses actuales). Los cómics del Oeste de la época solían incluir guiones dramáticos sobre vaqueros (cowboys), pistoleros, sheriffs, cazarrecompensas, forajidos y nativos americanos. Las ilustraciones que los acompañaban mostraban un Estados Unidos rural poblado de imágenes icónicas como pistolas, sombreros de vaquero, chalecos, caballos, salones, ranchos y desiertos, contemporáneos al escenario.
La historieta del Oeste puede ser considerada tanto un subgénero de la historieta histórica, en la medida que su acción transcurre en un tiempo y lugar muy concretos del pasado, o un género en sí mismo, dada la cantidad de obras que se ajustan a él, y la posibilidad de trasladar sus arquetipos a otros contextos espacio-temporales.
Los temas de las tramas que se tratan son, al igual que en el género cinematográfico del Wéstern, principalmente la exploración y el desarrollo del territorio occidental de los Estados Unidos durante el siglo XIX (p. ej., las llamadas guerras indias), y las circunstancias asociadas a todo ello (construcción de ferrocarriles, guerras de pastos y otras).

## Características

### Argumentales
- Trascurre en el territorio occidental de Estados Unidos durante el siglo XIX, cuando tiene lugar la exploración y el desarrollo del mismo, bajo la amenaza latente del ataque de los indios, o en ciudades sin ley en las que los bandidos campan a sus anchas.
- Lo habitual es también que algunos de sus personajes representen el bien sin ambages, mientras viajan esperanzados a esas tierras con la utopía de forjar un hogar y vivir en paz, y otros representen por el contrario el lado malvado, aquellos que se aprovechaban de los indefensos para hacer su propia vida más fácil.
- Iconografía característica: Sombrero tejano, pistolas, chalecos, caballos, desierto, ciudades-calle, saloon, ranchos, diligencias, etc.

### Formales
- Suele ser mostrar un dibujo realista, con un "trazo fuerte y rudo", como en Red Ryder (1938) de Fred Harman.
- «Iluminación simple».
- «Composición dinámica y abierta (mucho paisaje exterior)».[1]

## Historia

### Inicios

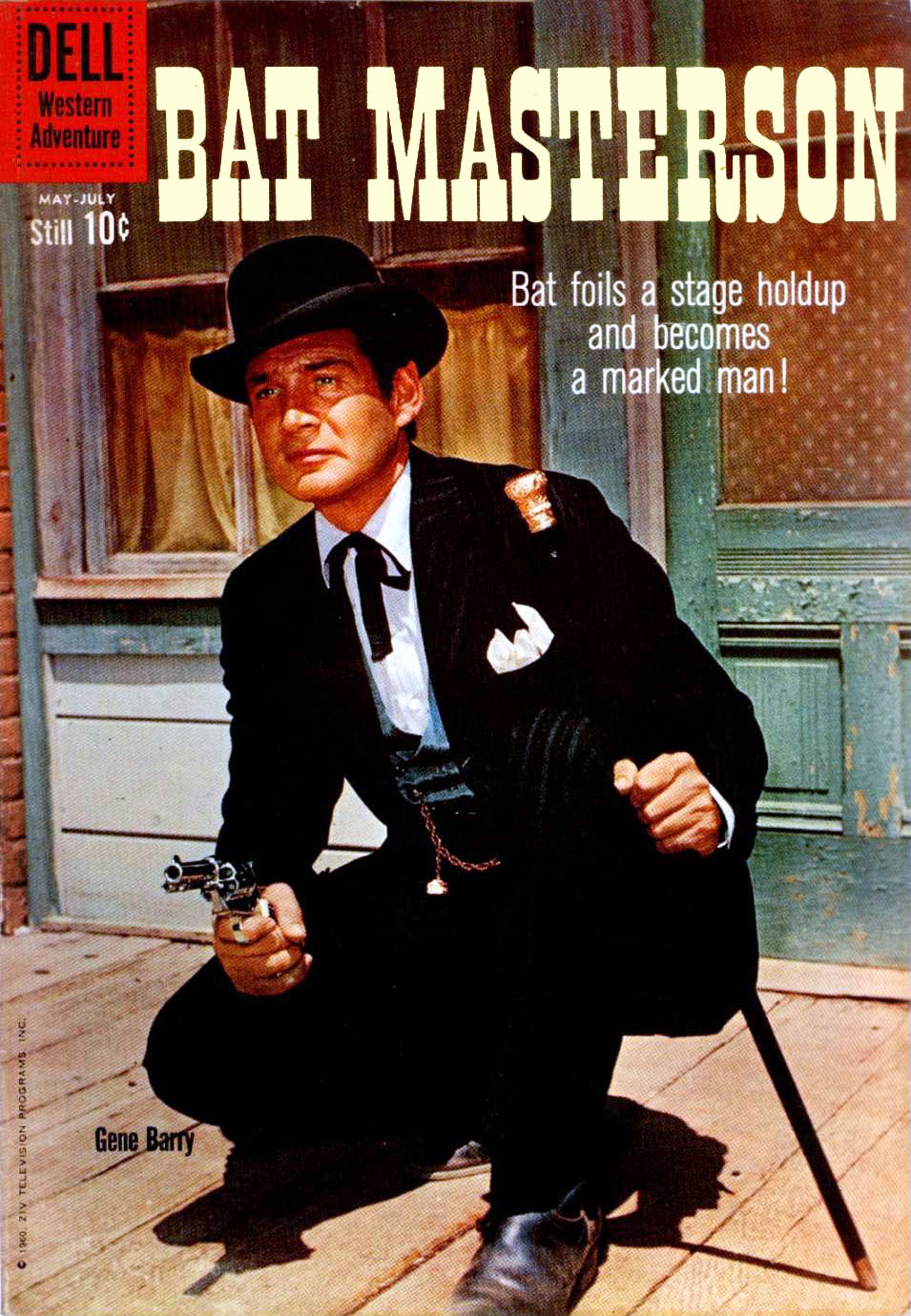

Las novelas, películas y revistas del Oeste fueron muy populares en los Estados Unidos desde finales de la década de 1930 hasta la de 1960.
Las primeras series de historietas dedicadas a los cowboys aparecieron en los años veinte en EE. UU., en tiras de prensa sindicadas, logrando ya desde el principio un éxito notable. Una de las pioneras fue Young Buffalo Bill (El joven búfalo Bill),  cuyo autor era Harry O’Neill. También fue de las primeras series que ofreció la United Features. A principios de los años treinta, esta se convirtió en Buckaroo Bill y, más tarde, se cambió el nombre por el de Broncho Bill. La historia se acabó centrando en las aventuras que llevaban a cabo los Rangers, un grupo de vigilantes juveniles armados con revólveres comandados por Bill.
Otras series ambientadas en el salvaje oeste fueron escritas por hombres que antaño también habían montado a caballo. Es el caso de Fred Harman (1902-1982) quien fue criado en el rancho que su padre tenía en Colorado. Cuando se trasladó a Kansas City junto a su hermano, Harman se interesó por el novedoso arte de la animación y durante un tiempo trabajó junto a Walt Disney, otro “cartoonist” (creador de dibujos animados) de la ciudad. Pero cuando Walt se trasladó a Hollywood, Harman no lo siguió. Se quedó para realizar una serie de mucho éxito llamada Bronc Peeler. Bronc era un joven larguirucho y pelirrojo que se convirtió, pasado un tiempo, en un cowboy muy dotado en el manejo del caballo y la pistola, buen luchador y, por supuesto, muy atractivo. A Bronc le dio un compañero indio más joven, llamado Little Beaver, con la intención de llegar también a un público más joven. Más tarde,  creó un héroe semejante Red Ryder,  que también tenía compañero indio llamado Little Beaver.
Una serie de gran calidad fue White Boy, de Garreth Price (1896-1979). Era la historia de las aventuras de un chico al que capturaron los Sioux y que luego rescató una tribu rival. Price experimentaba mucho y sus dibujos eran muy atrevidos por lo que no pudo conquistar un público muy numeroso. La serie en cuestión cambió de nombre por Skull Valley y entonces pasó a narrar historias de forajidos galopantes y héroes enmascarados. Concluyó en 1936.
Durante la década de los treinta aparecieron más series cuya historia transcurría en el viejo oeste. De la radio llegó The lone Ranger (El llanero solitario) y Stephen Slesinger creó King of the Royal Mounted, un cómic sobre la Policía Montada de Canadá. En México, apareció Adelita y las guerrillas

### La «Edad de Oro»: 1948-1960
Los cómics del Oeste se hicieron populares en los años inmediatamente posteriores a la Segunda Guerra Mundial, cuando los superhéroes pasaron de moda. El número de lectores de cómics para adultos había crecido durante los años de la guerra, y los veteranos de la guerra que regresaban querían temas distintos a los superhéroes en sus libros. La popularidad del género del Oeste en las historietas y otros medios dio lugar a los cómics del Oeste, muchos de los cuales comenzaron a publicarse alrededor de 1948.
La mayoría de las grandes editoriales de la época se lanzaron al ruedo del Oeste durante este periodo, en particular Marvel Comics y sus precursores Timely Comics y Atlas Comics. Kid Colt Outlaw debutó en 1948 y se mantuvo hasta 1979 (aunque después de 1967 principalmente como un título de reimpresión). La compañía pronto se estableció como la editorial más prolífica de cómics del Oeste con otros títulos notables de larga duración, como Rawhide Kid, Two-Gun Kid y Wild Western.
La serie de seis números de Harvey Comics de 1950, Boys' Ranch, de Joe Simon y Jack Kirby, fue un ejemplo seminal del género de los cómics del Oeste. DC Comics publicó las series de larga duración All-Star Western y Western Comics. Charlton Comics publicó Billy the Kid, Cheyenne Kid, Outlaws of the West, Texas Rangers in Action y el inusual título Black Fury, sobre un caballo que recorría el Oeste corrigiendo injusticias. Tanto Dell Comics como Fawcett Comics publicaron una serie de títulos del Oeste, como El Llanero Solitario (Dell) y Hopalong Cassidy (Fawcett, que luego continuó DC tras el cierre de Fawcett en 1953). Muchos números de la revista Four Color de Dell incluían historias del Oeste durante la década de 1950. Avon Comics publicó una serie de cómics del Oeste, siendo los títulos más notables los basados en figuras históricas como Jesse James y Wild Bill Hickok. Youthful publicó los títulos del Oeste Gunsmoke, Indian Fighter y Redskin (posteriormente conocido como Famous Western Badmen). Toby Press publicó su propia revista de Billy the Kid Adventure Magazine.

#### Personajes
El primer héroe del Oeste al que se le publicaron sus aventuras en los cómics fue el Masked Raider, publicado por Timely Comics a partir de 1939.
Timely/Atlas/Marvel favorecieron personajes del Oeste con la palabra "Kid" en su nombre, incluyendo al Apache Kid, Kid Colt, Outlaw Kid, Rawhide Kid, Ringo Kid, Two-Gun Kid y Western Kid, así como a los héroes más oscuros Prairie Kid, Arizona Kid y Texas Kid. Otras compañías siguieron su ejemplo, con Stuff the Chinatown Kid y Wyoming Kid de DC; Billy the Kid y Cheyenne Kid de Charlton Comics; y Cisco Kid de Dell.
Black Rider y Phantom Rider fueron otros dos personajes de la compañía Marvel en el apogeo del género. Otros personajes del Oeste de DC Comics fueron Johnny Thunder, Nighthawk, Pow Wow Smith, Tomahawk, los Trigger Twins y Vigilante. Dell Comics incluyó al Llanero Solitario, y Lobo (que debutó en 1965) fue el primer personaje afroamericano del medio en encabezar su propia serie.

#### Cómics de actores vaqueros
Los años 1946-1949 fueron testigos de una explosión de títulos "protagonizados" por actores de películas del Oeste y cantantes vaqueros. Casi todas las estrellas, mayores o menores, tuvieron su propio título en algún momento, y casi todas las editoriales abrazaron esta tendencia: Fawcett publicaba cómics de Allan Lane, Monte Hale, Gabby Hayes, Lash LaRue, Tex Ritter y Tom Mix; Dell publicaba cómics de Gene Autry, Rex Allen, Roy Rogers y Wild Bill Elliott; Magazine Enterprises publicaba cómics de Charles Starrett y Tim Holt; Toby Press publicaba un título de John Wayne; y DC producía títulos de corta duración de Dale Evans y Jimmy Wakely. (Dale Evans y Reno Browne fueron las dos únicas actrices del cine del Oeste que tuvieron cómics basados en sus personajes). La mayoría de los títulos de las historietas de actores vaqueros presentaban portadas con fotos de las estrellas. La mayoría de estas series habían sido canceladas para 1957.

#### Creadores
Dado que los westerns eran un género tan popular en la década de 1950, muchos de los creadores notables de la época dedicaron al menos algún tiempo a los cómics del oeste.
El guionista Paul S. Newman y el dibujante Tom Gill trabajaron durante 11 años en The Lone Ranger de Dell, una serie de 107 números que es una de las más largas de cualquier equipo de guionistas y dibujantes en una serie de cómics. Larry Lieber pasó nueve años como guionista-artista de Rawhide Kid de Marvel. France Herron y Fred Ray fueron durante mucho tiempo guionistas y dibujantes de Tomahawk, de DC. Gaylord DuBois destacó en la escritura de cómics del Oeste con animales realistas: escribió toda la serie de Hi-Yo Silver, el famoso caballo del Llanero Solitario, toda la serie de National Velvet bajo los sellos Dell y Gold Key, y muchas otras historias de animales para varias editoriales.
Carl Pfeufer fue durante mucho tiempo el dibujante de los cómics de Tom Mix de Fawcett. El artista Fred Guardineer trabajó durante mucho tiempo en The Durango Kid de Magazine Enterprises. Pete Tumlinson ilustró la mayoría de las primeras historias de Kid Colt. Más tarde, Tumlinson dibujó historias del Oeste para Outlaw Fighters, Two-Gun Western y Wild Western de Atlas Comics. Russ Heath dibujó un corral lleno de historias del Oeste para títulos de Marvel como Wild Western, All Western Winners, Arizona Kid, Black Rider, Western Outlaws y Reno Browne, Hollywood's Greatest Cowgirl. Vic Carrabotta trabajó en westerns de Marvel como Apache Kid, Kid Colt: Outlaw, The Outlaw Kid y Western Outlaws. El artista John Severin era conocido por su arte de los cómics del Oeste de los años 50 para Atlas. El artista Mike Sekowsky dibujó personajes como Apache Kid, Black Rider y Kid Colt para Atlas; más tarde trabajó por cuenta propia para otras empresas, dibujando las series de televisión Gunsmoke y Buffalo Bill, Jr. para Dell Comics.
El artista Rocke Mastroserio se especializó en historias del Oeste para series de Charlton Comics como Billy the Kid, Black Fury, Jim Bowie, Rocky Lane's Black Jack, Sheriff of Tombstone, Six-Gun Heroes, Texas Rangers in Action y Wyatt Earp, Frontier Marshal. Pat Boyette trabajó en series del Oeste de Charlton como Billy the Kid, Cheyenne Kid y Outlaws of the West.

### Declive en la década de 1960
El género del wéstern en general alcanzó su punto álgido en torno a 1960, en gran parte debido a la enorme cantidad de Westerns en la televisión estadounidense. Cada vez más, el género reflejaba una visión romántica del Oeste estadounidense y de la historia de Estados Unidos en general. A medida que el país se enfrentaba a los problemas culturales de la década de 1960 y a la guerra de Vietnam, el género parecía cada vez más desconectado de la realidad.
A medida que disminuía el interés del público estadounidense por el género, la literatura del Oeste—incluidos los cómics—empezó a perder también su atractivo. Al mismo tiempo, la industria del cómic volvía a centrarse en los superhéroes (entrando en su «Edad de Plata») y se alejaba de algunos de los otros géneros que habían florecido durante la década de 1950. De hecho, de las series originales de cómics del Oeste iniciadas a finales de la década de 1940 y principios de la de 1950, sólo un puñado de títulos sobrevivió a la década de 1950. Los bajos costes de producción de Charlton le permitieron seguir produciendo una serie de títulos del Oeste, pero por lo demás El Llanero Solitario de Dell, y Gunsmoke Western, Kid Colt Outlaw y Rawhide Kid de Marvel fueron los únicos títulos del Oeste que sobrevivieron a la década de 1960.
Gary Friedrich, Mike Esposito y Ogden Whitney son tres de los pocos creadores notables de cómics del Oeste de la década de 1960.

## La historieta del Oeste en Europa
A raíz de sus estrenos cinematográficos, el cómic del oeste adquiere una gran bonanza en Europa, con series tan populares como El Pequeño Luchador (1945), Tex (1948), Dan Barry el Terremoto (1954), Yuki el Temerario (1958), Apache (1958) o Flecha Roja (1962), y en Argentina (Sargento Kirk, 1953).
Gran éxito tienen su parodias Lucky Luke (1946) de Morris y Cocco Bill (1957) de Benito Jacovitti. Presentando un tono más infantil tenemos a Yakari (1973) de Derib.

### El wéstern moderno
A mediados de los 60, las tres grandes revistas franco-belgas competían con tres títulos del género: «Spirou» con la ya clásica Jerry Spring (1954) de Jijé, «Pilote» con El teniente Blueberry (1963) de Charlier/Jean Giraud y «Tintín» con Comanche (1969), de Greg/Hermann. Las dos últimas series estaban orientadas hacia un público menos infantil y se vinculaban a las películas de Robert Altman, Sergio Leone o Sam Peckinpah.
- El Sheriff King (1964), Sunday (1968), Manos Kelly (1971),
- Lobo (1965), Jonah Hex (1972),
- Buddy Longway (1972) de Derib, Jonathan Cartland (1973) de Laurence Harlé y Michel Blac-Dumont
- Mac Coy (1974) de Jean-Pierre Gourmelen y Antonio Hernández Palacios
- Loco Sexton (1975) de Héctor G. Oesterheld y Arturo del Castillo
- En un tono sarcástico, hay que destacar Las aventuras de Al Crane (1976) de Lauzier y Alexis.
- Ken Parker (1977) de Giancarlo Berardi e Ivo Milazzo
- Mestizo de Carlos Echevarría y Luis Bermejo
- Jim Cutlass (1981),
- Texarkana de John Findley, aparecida en la revista americana Heavy Metal de 1981a 1985
- Viento Mágico (1997) de Gianfranco Manfredi
- White Taiki (2016) de Tristan Hilmersen y Akira Hikawa